# グランプリコレクション
グランプリコレクションとはタミヤが展開する1/20スケールのプラスチック模型シリーズである。

## 概要
1/12スケールで精密カーモデルを発売していたタミヤから、模型初心者にも組み立てやすいF1モデルとして、モーターライズ可能で手ごろな大きさになる1/20スケールでシリーズがスタートした。
当初は、シルエットフォーミュラ、ラリーカー、また、ポルシェ928のような市販車もシリーズに組み込まれていたが、実質的にF1の模型専門シリーズと化している。1/20というスケールは、グランプリコレクション以前から日本のカーモデルで用いられていたが、近年発売される模型では、ほぼF1モデルのみのスケールとなっている。なお、タミヤからは1990年代に、1/20スケールダイキャスト完成品の「1/20コレクターズシリーズ」が展開され、グランプリコレクションに含まれないF1もモデル化された。
近年は過去のF1マシンをリニューアルして再発売するケースが増えてきたが、これは最新のF1マシンの版権が高騰して仮に商品化されてもそれが支払いきれないと言う事情が存在するためである。

## 歴史

### シリーズのスタート
1976年に日本初のF1グランプリが開催され、特に注目を集めた6輪車の「タイレルP34」がシリーズ第一弾に選ばれた。F1モデルでは続いて「マクラーレンM23」、「ロータス78」などがキット化された。これらのフォードDFVエンジンを持つ初期のキットでは、走行用のモーターを内蔵するやや大型のエンジンパーツと、ディスプレイ用の実物に忠実なエンジンパーツが選択出来た。その後、アルファロメオエンジンの「ブラバム BT-46」以降はディスプレイ専用のキットとなった。シルエットフォーミュラのポルシェ935でも、エンジン部分をディスプレイ用とモーターライズ用で選択して製作する構造になっている。

### 第二次F1ブーム
1986年に発売されたウイリアムズFW-11ホンダは、日本での第二次F1ブームが始まった時期であり、パーツの簡略化や組み立てやすさを考慮したキットとなった。特に、中嶋悟の「ロータスホンダ99T」や、アイルトン・セナの「マクラーレンMP4/4」などが大ヒットとなった。タミヤがスポンサーとなったロータスチームのマシンも各種キット化され、「ロータス102D」では、塗装済で再現されたジョニー・ハーバート、ミカ・ハッキネンのドライバー付きキットがそれぞれ発売された。
1994年には、F1チャンピオンとなったナイジェル・マンセルがドライブした「ニューマン・ハースローラ」が初のCARTマシンとしてシリーズに加わった。このキットは接着剤を必要としないスナップフィットモデルであった。

### 1990年代後半から2000年代
1990年代初めのブームが落ち着くと、1996年に「ホンダRA272」、1997年に「ロータス25」の1960年代の葉巻型F1が発売された。1999年には生産停止となっていたマクラーレンのモデルが再発売され、新たに「マクラーレンメルセデス MP4/13」がキット化された。さらにタバコブランドであるWestのマーキングも含めた「マクラーレン メルセデス MP4/13 1998日本仕様」も発売された。
2003年に発売された「ウィリアムズ BMW FW24」では、エンジンをモノコックに取り付ける方法がとられ、カウルを外した展示も考慮したモデルとなった。
その後、完全新規キットは少なくなり、過去のキットにエッチングパーツなどを追加したキットが発売されていった。その中、2010年に、完全新規ではないものの70年代の「ロータス タイプ79 1978」が発売された。この車はハセガワからも同時期に発売された。その後もしばらく新作は発売されなかったが、2012年に「レッドブル レーシングルノー RB6」が発売された。
2019年2月現在の最新キットは2018年3月発売の「フェラーリ SF70H」である。

## 商品一覧
1. タイレルP34 シックスホイーラー
2. マクラーレンM23 1976
3. ポルシェ928
4. J.P.S Mk.III ロータス78
5. マルティーニ ポルシェ935ターボ
6. ウルフWR-1 フォード
7. ブラバム BT-46
8. クレーマー ポルシェ935ターボ
9. セリカLBターボGr5
10. フェラーリ312T3
11. レーシングチームセット
12. リジェJS11フォードF-1
13. フィアット131アバルトラリー
14. ウィリアムズFW-07
15. フィアット131アバルトラリー 1980年 モンテカルロ優勝車
16. ポルシェ928S
17. ブラバムBT50BMW ターボ
18. ルノー RE-30B ターボ
19. ウイリアムズFW-11ホンダ
20. ロータス ホンダ99T
21. ベネトン フォードB188
22. マクラーレン ホンダ MP4/4
23. フェラーリF189前期型
24. フェラーリF189後期型(ポルトガルGP仕様)
25. ウィリアムズFW13Bルノー
26. マクラーレンMP4/5B ホンダ
27. F-1ドライバー・エンジニアセット
28. レイトンハウスCG901B
29. ブラウン ティレル ホンダ020
30. ロータス タイプ102B
31. ピットクルーセット(タイヤチェンジ)
32. ジョーダン191
33. ロータスフォード102D(ハーバート)
34. ロータスフォード102D(ハッキネン)
35. マクラーレンMP4/7
36. ベネトン フォードB192
37. ロータス107フォード
38. ロータス107Bフォード
39. マクラーレンMP4/8 フォード
40. ニューマン ハース ローラT93/00フォード
41. ディックサイモン ローラT93/00フォード
42. ティレルヤマハ023
43. Honda RA272 1965 メキシコGP 優勝車
44. ロータス25コベントリークライマックス
45. フェラーリF310B
46. マクラーレン メルセデス MP4/13
47. マクラーレン メルセデス MP4/13 1998日本仕様
48. フェラーリF1-2000
49. フルビューフェラーリF1-2000
50. ブラバムBT-46アルファロメオ (クリヤーカウル)
51. フェラーリ312T3 (クリヤーカウル)
52. フェラーリF2001
53. タイレルP34 1977 モナコGP
54. フルビュー フェラーリ F2001
55. ウイリアムズ BMW FW24
56. フルビュー ウイリアムズ BMW FW24
57. ロータス99T Honda
58. タイレルP34 1976 日本GP
59. フェラーリF60
60. ロータス タイプ79 1978
61. マルティーニ ロータス タイプ79 1979
62. マクラーレンM23 1976
63. モータースポーツチームセット 1970-1985
64. ウルフWR1 1977
65. チーム ロータス タイプ78 1977(エッチングパーツ付き)
66. ポルシェ928S(ディスプレイモデル)
67. レッドブル レーシングルノー RB6
68. フェラーリ SF70H